# Franz Jung
Franz Jung (ur. 26 listopada 1888 w Nysie, zm. 21 stycznia 1963 w Stuttgarcie) – niemiecki pisarz, ekonomista i polityk. Franz Jung używał również pseudonimów Franz Larzs i Frank Ryberg. 
Urodził się w śląskiej rodzinie zegarmistrza Franza Junga (matka z domu Doering). Od 1898 uczęszczał do gimnazjum, gdzie zaprzyjaźnił się z Maksem Herrmannem, późniejszym poetą i dramaturgiem (przyjaźń pisarzy przetrwała wiele lat).
Jung po zdaniu matury wyjeżdża w 1907 do Lipska na studia muzyczne, szybko jednak zmienia kierunek zapisując się na ekonomię, prawo, sztukę i religioznawstwo. W 1908 wyjeżdża na studia do Universität Jena, w rok później rozpoczyna edukację na Uniwersytecie Wrocławskim.
We Wrocławiu Jung poznaje swoją przyszłą żonę Margot, tancerkę, którą poślubia w 1911. Małżeństwo okazało się pomyłką Junga, dlatego syna z tego związku oddał na wychowanie dziadkom w Nysie, a sam udał się na dalsze studia do monachijskiego Uniwersytetu. Tam doktoryzuje się pracą Die Auswirkungen der Produktionssteuer in der Zündholzindustrie i poznaje m.in.: pisarza Ericha Mühsama, Leonharda Franka (1882-1961) i Oskara Marię Grafa (1894-1967), powieściopisarzy zakazanych w III Rzeszy, oraz austriackiego psychologa i anarchistę Otto Grossa (1877-1920).
W 1912 Jung zaczyna ogłaszać pierwsze prozy w ekspresjonistycznych czasopismach Der Sturm 
i Die Aktion, wydaje również swoją pierwszą książkę Das Trottelbuch. W 1913 pisarz przenosi się do Berlina, gdzie poznaje Franza Pfemferta i Klarę Otto, jego drugą żonę.
Podczas I wojny światowej zaciągnął się na ochotnika. Po zdezerterowaniu i ucieczce do Wiednia aresztowany i osadzony w Twierdzy Spandau.
Aż do końca wojny wiele pisał nie publikując, opracowywał również zagadnienia z ekonomii i prawa. W 1918 współredaguje pierwsze niemieckie czasopismo dadaistyczne Die Neue Jugend oraz nawiązuje współpracę z Club Dada, dzięki czemu poznaje m.in.: Wielanda Herzfelda (1896-1988), George'a Grosza, Hannaha Höche (1889-1978), Richarda Hülsenbecka (1892-1974) oraz Raoula Hausmanna (1886-1971).

## Ważniejsze dzieła
- Das Trottelbuch, 1912
- Kameraden...!, 1913
- Sophie. Sophie. Der Kreuzweg der Demut, 1916
- Saul, 1916
- Opferung. Ofiar. Ein Roman, 1916
- Der Sprung aus der Welt, 1918
- Reise in Russland, 1920
- Joe Frank illustriert die Welt, 1921
- Der Fall Groß, 1921
- Proletarier, 1921
- Die Kanaker - Wie lange noch? Zwei Schauspiele, 1921
- Die Technik des Glücks, 1921
- Die Rote Woche, 1921
- Annemarie. Anne-Marie. Schauspiel in vier Akten, 1922
- Arbeitsfriede, 1922
- Hunger an der Wolga, 1922
- Die Eroberung der Maschinen, 1923
- Mehr Tempo! Więcej Tempo! Mehr Glück! Więcej szczęścia! Mehr Macht, 1923
- Die Geschichte einer Fabrik, 1924
- Der neue Mensch im neuen Russland, 1924
- Geschäfte. Sklepy. Eine Komödie, 1927
- Gequältes Volk. Gequältes ludzi. Ein oberschlesischer Industrieroman, 1927
- Hausierer. Pedlars. Gesellschaftskritischer Roman, 1931
- Der Weg nach unten. Droga w dół. Aufzeichnungen aus einer große Zeit, 1961
- Meinen Gruß zuvor, 1962